# Epitróclea
La epitróclea, también llamada epicóndilo interno del húmero o epicóndilo medial del húmero, es una protuberancia ósea situada en el extremo distal del humero, en la región interna del codo, por encima de la tróclea.  En la epitróclea se originan los músculos pronadores del antebrazo y los flexores de la muñeca. La inflamación de los tendones que se insertan en esta zona provoca un cuadro clínico que se llama epitrocleítis o codo de golfista, que se caracteriza por dolor en la región interna del codo.

## Músculos
Los músculos que se insertan en la epitróclea son:
- Pronador redondo (pronator teres)
- Palmar mayor (flexor carpi radialis)
- Palmar menor (flexor palmaris longus)
- Cubital anterior (flexor carpi ulnaris)
- Músculo flexor común superficial de los dedos de la mano (flexor digitorum superficialis)

## Fractura
Las  fracturas de la epitroclea  se producen principalmente en niños con edades comprendidas entre los 9 y 15 años. Corresponden aproximadamente al 10% del total de fracturas que afectan al codo. Generalmente tienen lugar por una caída accidental en la que el brazo y la mano se mantiene en posición de extensión, lo que provoca una tracción de los músculos flexores de la muñeca y los dedos. En condiciones normales el  núcleo  de  osificación de la epitróclea aparece alrededor de los 7  años en las niñas y  se  fusiona  entre los 14 y los 16 años.  En los niños los plazos son uno o dos años posteriores.